# Lotharpfad

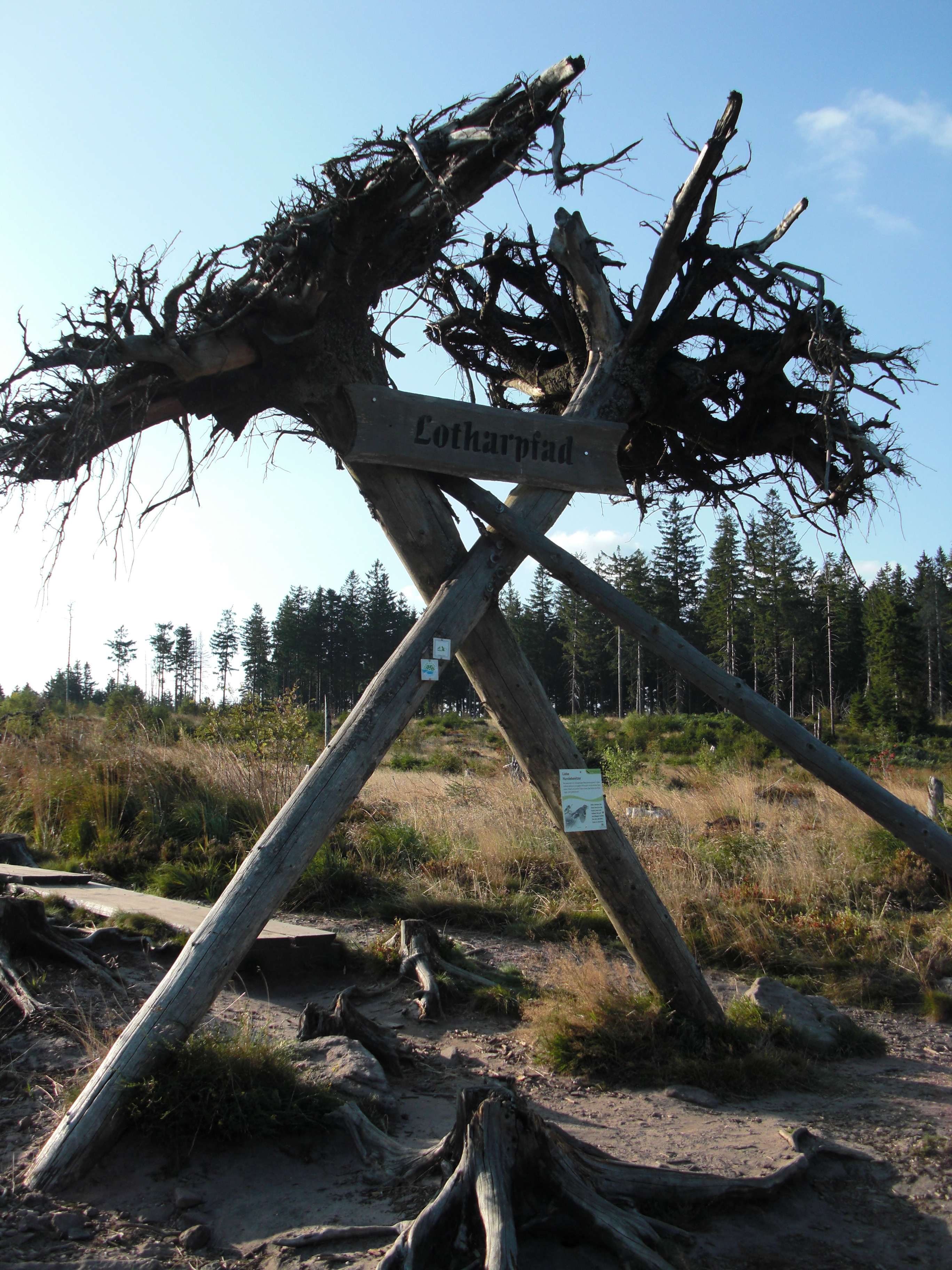
Entrée du sentier de Lothar.

Le Lotharpfad, ou sentier de Lothar, est un sentier de la réserve naturelle de Schliffkopf sur la route de la Forêt-Noire entre Oppenau et Baiersbronn. Il fut créé en 2003 pour montrer les ravages de la tempête Lothar qui est passé là le 26 décembre 1999 et rasa un large corridor de la forêt à cause de vents soufflant jusqu'à 200 km/h.

## Description
La Forêt-Noire  étant principalement formés de pins sans racines profondes dans le sol de grès rouge, la tempête a fait chuter environ 30 millions de mètres cubes de forêt dans le Bade-Wurtemberg en deux heures. Après son passage, il fut décidé par le service de la conservation et de la forêt de laisser une zone de 10 hectares repousser par elle-même afin d'observer la régénération naturelle de long terme. Le projet est géré par le Parc national de la Forêt Noire.
En 2003, un sentier de 800 mètres de long fut aménagé dans le cadre d'un financement par l'Union européenne sur les sites naturels. Il comporte des escaliers, des ponts et des passerelles pour passer au-dessus ou sous les arbres tombés dans le corridor dévasté. Une plateforme d'observation offre une vue sur Braunsberg, Lierbach, Oppenau, Strasbourg et les Vosges. En 2007, près de 50 000 visiteurs sont passés au Lotharpfad.